# Francisco Luis Hector de Carondelet
Pour les articles homonymes, voir Carondelet.
 (janvier 2023).
Si vous disposez d'ouvrages ou d'articles de référence ou si vous connaissez des sites web de qualité traitant du thème abordé ici, merci de compléter l'article en donnant les références utiles à sa vérifiabilité et en les liant à la section « Notes et références ».
Francisco Luis Héctor, baron de Carondelet, né François Louis Hector de Carondelet (1747-1807) est un militaire d'origine française, qui fut administrateur au service de l'Empire colonial espagnol et gouverneur de la Louisiane.

## Biographie
Issu d'une vieille famille franc-comtoise établie en Flandres, François Louis Hector naît à Noyelles-sur-Selle, entre Cambrai et Valenciennes, le 29 juillet 1747.
Il s'engage à 15 ans au service du roi d'Espagne dans les gardes wallonnes. Il obtient quelques années plus tard le grade de colonel dans l'armée espagnole.
En 1777 il épouse María de la Concepción Castaños y Arrigorri, mariage qui ne semble pas avoir été approuvé par sa famille. Carondelet part alors en Amérique où il fera une brillante carrière. Il sert dans les Caraïbes pendant la guerre d'indépendance américaine.
En 1789 il est nommé gouverneur de San Salvador puis, en 1791, gouverneur de Louisiane et de Floride occidentale. Il renforce les défenses de La Nouvelle-Orléans, fait installer un éclairage urbain, prend des mesures pour prévenir les incendies et les inondations : le canal Carondelet, construit sur ses ordres, permet d'assécher les marais et d'accéder à la mer par le lac Pontchartrain.
Carondelet réglemente le traitement des esclaves, traite avec les tribus indiennes de Floride et prend des mesures pour éviter que la Révolution française ne gagne la Louisiane.
Il intrigue auprès des populations installées dans l'Ouest américain, notamment au Kentucky, dans le but de les détacher de l'Union. Son but est de faire obstacle à la politique des États-Unis, qui cherchent à s'assurer un accès au Mississippi, efforts qui, aux yeux de l'administration coloniale espagnole, menacent la sécurité de la Louisiane et de la Nouvelle-Espagne. La ratification en 1795 du traité de Madrid met fin aux efforts du gouverneur espagnol.

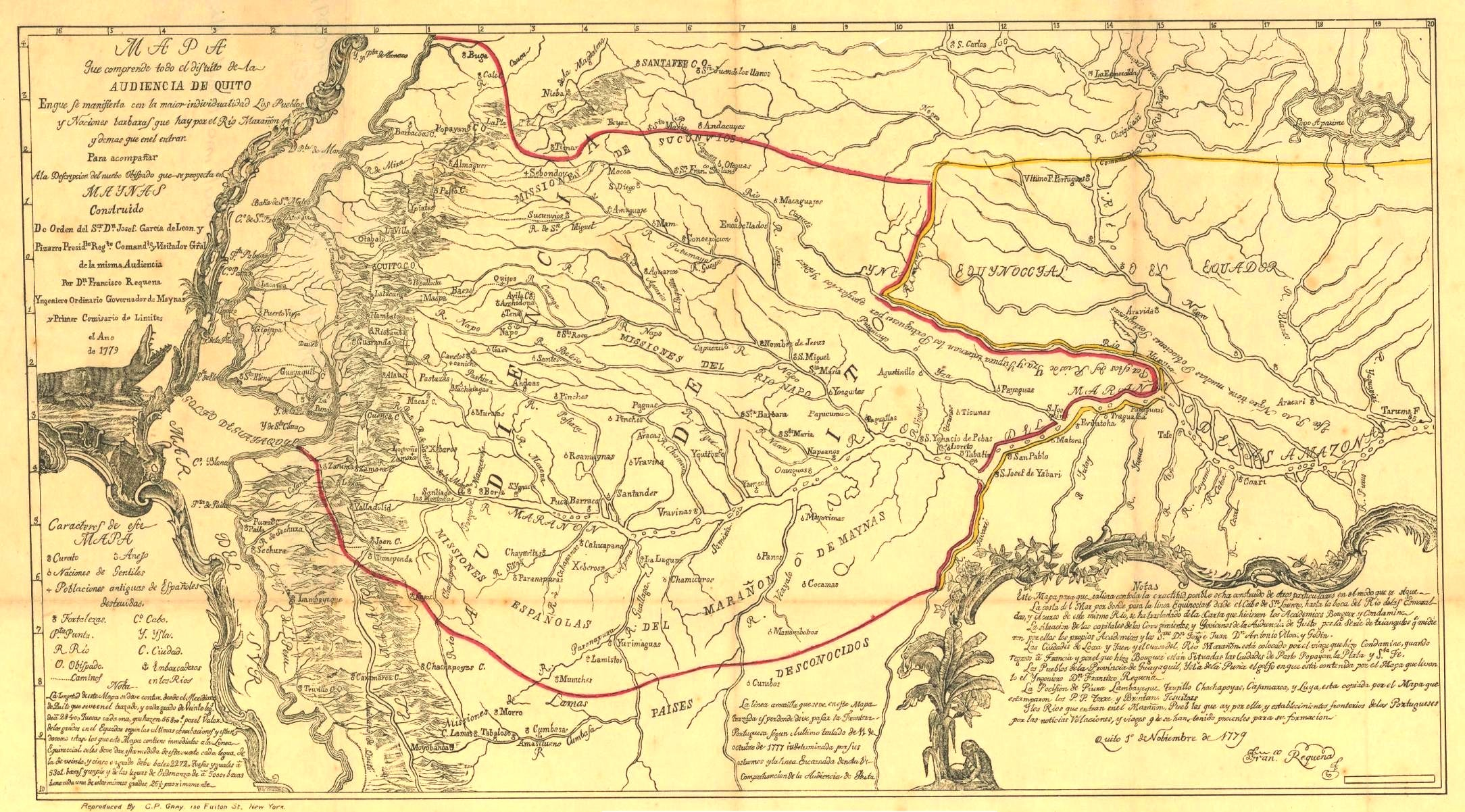
L'Audience royale de Quito (en 1779).

En 1797, Carondelet est affecté à la vice-royauté de Nouvelle-Grenade comme président de l'Audience royale de Quito. Il fait reconstruire la ville de Riobamba, détruite par un tremblement de terre, fait embellir la cathédrale de Quito et construire une route entre la ville et la côte. 
Il meurt à Quito en 1807.

## Lieux qui portent la mémoire de Carondelet
Outre le Canal Carondelet et la rue du même nom à La Nouvelle-Orléans,
- Carondelet est un quartier situé au sud de Saint Louis (Missouri) ;
- Pendant la Guerre de Sécession, une canonnière baptisée USS Carondelet participa au bombardement de Vicksburg ;
- En Équateur un village porte le nom de Carondelet ;
- Le palais présidentiel de Quito s'appelle officiellement "Palais de Carondelet" (Palacio de Carondelet).